# Тьма и буря
«Тьма и буря» (англ. Dark 'N' Stormy) — коктейль на основе тёмного рома, имбирного пива. Классифицируется как лонг дринк. Входит в число официальных коктейлей Международной ассоциации барменов (IBA), категория «Напитки новой эры» (англ. New Era Drinks).

## История
Рецептура коктейля «Dark 'N' Stormy» создана братьями Гослинг на Бермудских островах. Сразу же по окончании Первой мировой войны напиток стал популярен в парусном спорте и среди гонщиков под парусом. Гослинг является спонсором традиционной парусной гонки из Ньюпорта на Бермудские острова, а также парусной регаты на Кубок Америки, 35-й сезон которой состоялся на Бермудах в 2017 году.
В США, название «Dark 'N' Stormy» является товарным знаком компании братьев, англ. Гослинг Gosling Brothers Ltd (Бермудские острова). Таким образом, в США официально (легально) можно назвать «Dark 'N' Stormy» только коктейль смешанный из ингредиентов, произведенных Гослингом: тёмного рома (с печатью) и имбирного пива.

## Вариации
A cider and stormy, или dark 'n' stormy cider, или dark and stormy orchard, представляет собой смесь темного рома, яблочного сидра и имбирного пива. The fall dark 'n' stormy содержит бурбон, яблочный сидр, лимонный сок и имбирное пиво.

## Рецепт и ингредиенты
Состав:
- тёмный ром — 60 мл
- имбирное пиво — 100 мл
- лайм — 1 ломтик.

Метод приготовления: билд со льдом. Подают в бокале хайбол.
Стакан хайбол наполняют пищевым льдом, затем наливают имбирное пиво и доливают тёмным ромом, чтобы он плавал сверху (эффект тёмного неба). Готовый коктейль в качестве гарнира украшают долькой лайма.